# Episodi di Alvinnn!!! e i Chipmunks (seconda stagione)
La seconda stagione di Alvinnn!!! e i Chipmunks è andata in onda dal 9 marzo 2016 al 3 giugno 2017 su Nickelodeon, M6 e GlobalTV. In italia è stata trasmessa in prima visione assoluta da Nick Jr. nel 2016, mentre in chiaro è stata trasmessa per la prima volta nel 2017 su K2 in prima visione. In questa stagione, Gianluca Crisafi doppia Simon nei primi sette episodi al posto di Simone Crisari, il quale poi tornerà a doppiare il personaggio dall'episodio 8.
| nº | Titolo originale             | Titolo Italiano              | Prima TV USA     | Prima TV Italia   |
| -- | ---------------------------- | ---------------------------- | ---------------- | ----------------- |
| 1  | Dog Days                     | Il cucciolo                  | 9 marzo 2016     | 30 maggio 2016    |
| 1  | Dragon Dad                   | Papà drago                   | 10 marzo 2016    | 30 maggio 2016    |
| 2  | Members Only                 | Il club dei duri             | 11 marzo 2016    | 31 maggio 2016    |
| 2  | The New Kid                  | Il nuovo arrivato            | 9 maggio 2016    | 31 maggio 2016    |
| 3  | Simon the Superb             | Simon il magnifico           | 10 maggio 2016   | 1º giugno 2016    |
| 3  | The Sub                      | Il sostituto                 | 11 maggio 2016   | 1º giugno 2016    |
| 4  | Lights Camera Uh-Oh          | Ciak, si gira!               | 12 maggio 2016   | 2 giugno 2016     |
| 4  | Wax Dave                     | Dave di cera                 | 13 maggio 2016   | 2 giugno 2016     |
| 5  | Brittany the Body Snatcher   | Brittany e gli ultracorpi    | 6 giugno 2016    | 3 giugno 2016     |
| 5  | Agent Smith                  | L'agente Smith               | 7 giugno 2016    | 3 giugno 2016     |
| 6  | Baby Whisperer               | Un babysitter quasi perfetto | 8 giugno 2016    | 22 agosto 2016    |
| 6  | Let's Make A Deal            | Facciamo un patto            | 9 giugno 2016    | 22 agosto 2016    |
| 7  | Munk Man                     | Munk Man                     | 10 giugno 2016   | 23 agosto 2016    |
| 7  | Ride Along                   | Il ladro di biciclette       | 1º agosto 2016   | 23 agosto 2016    |
| 8  | Alvin's Wild Weekend         | Un weekend inaspettato       | 2 agosto 2016    | 24 agosto 2016    |
| 8  | For Whom the Bell Tolls      | Per chi suona la campana     | 3 agosto 2016    | 24 agosto 2016    |
| 9  | iHear                        | iSentito?                    | 4 agosto 2016    | 25 agosto 2016    |
| 9  | Switch Witch                 | Un Halloween... da paura     | 8 agosto 2016    | 25 agosto 2016    |
| 10 | Double Trouble               | Doppio guaio                 | 9 agosto 2016    | 26 agosto 2016    |
| 10 | Liar Liar                    | Una grande bugia             | 10 agosto 2016   | 26 agosto 2016    |
| 11 | Suck Toad                    | La bellezza non è tutto      | 11 agosto 2016   | 29 agosto 2016    |
| 11 | Secret Admirer               | Ammiratore segreto           | 15 agosto 2016   | 29 agosto 2016    |
| 12 | Un-send!                     | Un'email pericolosa          | 16 agosto 2016   | 30 agosto 2016    |
| 12 | The Orb                      | Non posso                    | 17 agosto 2016   | 30 agosto 2016    |
| 13 | The Music Box                | Il carillon                  | 18 agosto 2016   | 31 agosto 2016    |
| 13 | Special Delivery             | Consegna Speciale            | 22 agosto 2016   | 31 agosto 2016    |
| 14 | Missing Miss Smith           | Addio signorina Smith        | 23 agosto 2016   | 1⁰ settembre 2016 |
| 14 | Monster Madness              | Chi ha paura?                | 24 agosto 2016   | 1⁰ settembre 2016 |
| 15 | Supergirls                   | Supereroi                    | 25 agosto 2016   | 6 febbraio 2017   |
| 15 | Held back                    | Scambio di compiti           | 11 ottobre 2016  | 6 febbraio 2017   |
| 16 | It's my party                | La festa di Kevin            | 12 ottobre 2016  | 7 febbraio 2017   |
| 16 | Keeping up whit Humphrey     | Seville contro Humphrey      | 13 ottobre 2016  | 7 febbraio 2017   |
| 17 | We Are Chipmunks             | Gli Hip munks                | 14 ottobre 2016  | 8 febbraio 2017   |
| 17 | Save that dance              | Salviamo il ballo            | 1º novembre 2016 | 8 febbraio 2017   |
| 18 | New Assistent                | La nuova assistente          | 2 novembre 2016  | 9 febbraio 2017   |
| 18 | Parent Trap                  | Operazione genitori          | 3 novembre 2016  | 9 febbraio 2017   |
| 19 | Knights                      | Cavalieri                    | 4 novembre 2016  | 17 aprile 2017    |
| 19 | Snake Charmer                | L'incantatore di serpenti    | 25 febbraio 2017 | 17 aprile 2017    |
| 20 | Viral                        | Il video virale              | 25 marzo 2017    | 18 aprile 2017    |
| 20 | Brothers of Dagarack         | I fratelli di Dagarack       | 25 febbraio 2017 | 18 aprile 2017    |
| 21 | Overlooked                   | Il fratello invisibile       | 4 marzo 2017     | 19 aprile 2017    |
| 21 | Wish Upon a Star             | Il desiderio                 | 4 marzo 2017     | 19 aprile 2017    |
| 22 | Jeanette’s secret Garden     | L'orto segreto di Jeanette   | 11 marzo 2017    | 20 aprile 2017    |
| 22 | Treasure hunt                | Caccia al tesoro             | 11 marzo 2017    | 20 aprile 2017    |
| 23 | He said, she said            | Versioni diverse             | 18 marzo 2017    | 21 aprile 2017    |
| 23 | Attack of the zombies        | Attacco zombie               | 18 marzo 2017    | 21 aprile 2017    |
| 24 | Summer camp                  | Il campo estivo              | 1º maggio 2017   | 21 agosto 2017    |
| 24 | Blabber Mouth                | L'incantesimo                | 2 maggio 2017    | 21 agosto 2017    |
| 25 | Wacky Wednesday              | Un giorno da Alvin           | 3 maggio 2017    | 22 agosto 2017    |
| 25 | The Chipmunk and the catfish | Una fidanzata per Cheesy     | 4 maggio 2017    | 22 agosto 2017    |
| 26 | Time files                   | Viaggi nel tempo             | 3 giugno 2017    | 23 agosto 2017    |
| 26 | Prank Calls                  | Scherzi telefonici           | 3 giugno 2017    | 23 agosto 2017    |

## Simon il magnifico
Simon vuole realizzare uno spettacolo di magia, ma non riesce a ottenere l'attenzione del pubblico. Dopo essere stato preso in giro da Alvin, Simon decide di vendicarsi. Con la complicità di Brittany, Kevin e la signora Croner, Simon fa in modo che Alvin creda di essere diventato un grande mago per poi sfidarlo a un duello. Durante la gara di magia, Alvin perde clamorosamente e si convince che Simon abbia davvero dei poteri magici per cui tenta di obbligare il fratello a fare delle magie per aiutare gli amici e i conoscenti.

## Il sostituto
Dopo aver collezionato una serie di multe con la sua auto giocattolo, Alvin è costretto a trovarsi un lavoretto per riavere indietro l'auto sequestrata dall'agente Dangus. A scuola sono alla ricerca di un professore che insegni musica agli studenti. Alvin ottiene l'incarico, ma i suoi compagni si rifiutano di partecipare alle lezioni e il risultato, durante il saggio finale, è pessimo. la classe ha imparato una sola canzone e la esegue molto male. Alvin sarà costretto a continuare l'insegnamento fino all'ottenimento del risultato, poiché, per ora ha riavuto indietro solo una ruota.

## Brittany e gli ultracorpi
Alle prove di teatro, Alvin sente parlare Tracy e Annie alle spalle di Brittany e lei la difende. Tuttavia, Brittany s'innamora e cerca di dimostrargli i suoi sentimenti, ma Alvin pensa che lei è stata impossessata da un ultracorpo, dopo aver sentito dire da Kevin. Infatti, stanotte, il ragazzo scopre che Brittany, nei panni di un ultracorpo, stava parlando con Dave, e pensa che il padre potrebbe essere la prossima vittima. Tuttavia, la notte seguente, Alvin e Kevin decidono di legare Dave per farlo confessare, ma lui non dice nulla. Così chiamano Brittany che gli regge il gioco e gli promette che andrà subito a fare le valigie per andare via.

## Il ladro di biciclette
Alvin si prepara per la gara di biciclette e deve sfidare Bocarter. Ma purtroppo, scopre che la sua bici è stata rubata da un tizio misterioso. Così decide di chiedere all'agente Dangus di ritrovare la sua bici. Infatti, hanno ritrovato il ladro di biciclette, ma purtroppo se ne va con un'auto. Sfortunatamente per il poliziotto, viene anche lui derubato dallo stesso tizio. Ma il ragazzo pensa che siano stati Derek e i suoi amici a rubare le bici altrui, però scoprono che non sono stati loro. Così, Dangus decide di cavarsela da solo e, con l'aiuto di Simon, cattura il ladro. Infatti, scoprono che è stato Bocarter a distruggere le bici solo per non avere rivali. Il giorno dopo, il protagonista deve sfidare l'antagonista e alla fine Alvin vince la gara.

## Una grande bugia
Mentre Dave si ferma ad aiutare un signore con la ruota della macchina a terra, Alvin spiega al figlio di avere un fratello maggiore che guida un'auto da corsa nella giungla della Cina. Il giorno dopo a scuola, Alvin scopre che il signore, infatti, è un famoso documentarista amico della signorina Smith. Durante il suo intervento, annuncia ai ragazzi di voler girare un film sul fratello maggiore dei Chipmunk.

## Il carillon
Theodore chiede a Dave se può regalare il suo carillon alla preside perché aveva perso la sua gatta, Dave accetta senza attenzione e lui lo fa. Ma quando quest'ultimo non lo ritrova chiama la polizia e Theodore sente che quando si sarebbe scoperto il ladro sarebbe stato messo in prigione per tutta la vita. Si spaventa e con l’aiuto di Alvin cerca di riprendere il carillon e ridarlo a Dave.

## Addio signorina Smith
Dopo l'ennesima sfuriata per colpa di Alvin, la signorina Smith si stufa di insegnare, e decide di passare il resto della vita in tranquillità, perciò Alvin tenta di chiederle scusa scrivendole una lettera.

## L'orto segreto di Jeanette
Jeanette vuole chiedere il permesso alla preside di sostituire l'immondizia e i rifiuti sporchi nel giardino della scuola per creare un orto, però, Bocarter vuole assolutamente sostituire il giardino in distributori automatici.

## Attacco zombie
Dave proibisce ad Alvin di vedere un programma sugli zombie, però, il ragazzo può vedere il programma a casa della signora Croner. Infatti, Alvin spiega ai suoi fratelli dell'apocalisse zombie, ma Theodore è spaventato dell'idea che ci sia davvero l'apocalisse. Il giorno dopo, Alvin e Theodore vedono che le Chipettes, Dave e la signora Croner sono stati infettati dagli zombie, e decidono di combatterli utilizzando il kit anti-zombie dell'anziana signora. Alla fine, scoprono che non sono stati infettati, ma si erano presi un infortunio.